# Hornön
Hornön is een plaats in de gemeente Kramfors in het landschap Ångermanland en de provincie Västernorrlands län in Zweden. De plaats heeft 86 inwoners (2005) en een oppervlakte van 37 hectare. De plaats ligt op een schiereiland en ligt aan de Botnische Golf. De Europese weg 4 loopt langs de plaats.